# Saint-Martin-d’Oydes
Saint-Martin-d’Oydes – miejscowość i gmina we Francji, w regionie Oksytania, w departamencie Ariège. Nazwa miejscowości pochodzi od imienia św. Marcina.
Według danych na rok 1990 gminę zamieszkiwało 195 osób, a gęstość zaludnienia wynosiła 17 osób/km² (wśród 3020 gmin regionu Midi-Pireneje Saint-Martin-d’Oydes plasuje się na 868. miejscu pod względem liczby ludności, natomiast pod względem powierzchni na miejscu 982.).